# Litoměřice
Litoměřice  (in tedesco Leitmeritz, in polacco Litomierzyce) è una città della Repubblica Ceca, capoluogo del distretto omonimo, nella regione di Ústí nad Labem. È sede vescovile cattolica.

## Geografia fisica
È posta presso la confluenza del fiume Ohře (Eger) nell'Elba.

## Storia
Antico campo fortificato della tribù slava dei Litomerici, grazie alla sua posizione geografica divenne sin dall'XI secolo un fiorente mercato: fortificata dal re di Boemia Venceslao I (1230-1253), venne ripopolata da una colonia sassone e assoggettata alla giurisdizione della città di Magonza.
Nonostante avesse perso i privilegi commerciali, anche nel XIV secolo la città conobbe un periodo d'espansione dovuta alla forte immigrazione ceca. La decadenza del centro iniziò con la Crociata Hussita e la guerra dei Trent'Anni.
Alla fine della I guerra mondiale, dissolto l'impero austro-ungarico, benché Litoměřice avesse una popolazione a maggioranza tedesca, il Trattato di Saint-Germain assegnò la città alla neonata Cecoslovacchia. Annessa alla Germania a seguito dell'occupazione tedesca dei Sudeti, ritornò alla Cecoslovacchia nel 1945.